# Morti nel 1978/Settembre
| Questa pagina contiene informazioni ricavate automaticamente dalle voci biografiche con l'ausilio del template Bio e di un bot. L'aggiornamento è periodico e automatico e ricostruisce completamente la pagina. Se manca una persona in questa lista, sei pregato di non aggiungerla, ma accertati piuttosto che la sua voce biografica contenga il template Bio e che i dati anagrafici siano correttamente compilati. Se il template Bio manca, inseriscilo tu stesso o, in alternativa, metti l'avviso {{tmp\|Bio}} che ne segnala la mancanza. Se i dati riportati sono sbagliati, correggi direttamente la voce biografica; le modifiche saranno visibili in questa lista entro pochi giorni. Per chiarimenti vedi il progetto biografie. La lista contiene solo le 90 persone che sono citate nell'enciclopedia e per le quali è stato implementato correttamente il template Bio. Pagina aggiornata al 3 mar 2024. |

- 1º settembre - László Fodor, commediografo e giornalista ungherese (n. 1898)
- 1º settembre - Jenny-Laure Garcin, pittrice, regista e critica d'arte francese (n. 1896)
- 1º settembre - Jules Merviel, ciclista su strada e pistard francese (n. 1906)
- 2 settembre - Giuseppe Cellai, calciatore italiano (n. 1922)
- 2 settembre - Aldo Masseglia, cantante italiano (n. 1903)
- 3 settembre - Mario Botter, restauratore italiano (n. 1896)
- 3 settembre - Ottorino Visconti di Modrone, nobile e attore italiano (n. 1909)
- 4 settembre - Herbert Dingle, fisico e filosofo inglese (n. 1890)
- 4 settembre - Ștefan Odobleja, medico rumeno (n. 1902)
- 4 settembre - Mario Palanti, architetto italiano (n. 1885)
- 5 settembre - Max Décugis, tennista francese (n. 1882)
- 5 settembre - Mayo D. Hersey, ingegnere e fisico statunitense (n. 1886)
- 5 settembre - Joe Negroni, cantante portoricano (n. 1940)
- 5 settembre - Nikodim Rotov, arcivescovo ortodosso russo (n. 1929)
- 5 settembre - Carlo Zanmatti, ingegnere italiano (n. 1896)
- 6 settembre - Adolf Dassler, imprenditore tedesco (n. 1900)
- 6 settembre - Harry Wilson, attore britannico (n. 1897)
- 7 settembre - Herman Legger, calciatore olandese (n. 1895)
- 7 settembre - Keith Moon, batterista britannico (n. 1946)
- 7 settembre - Giuseppe Mozzoni, pittore italiano (n. 1887)
- 8 settembre - Giuseppe Calderone, mafioso italiano (n. 1925)
- 8 settembre - Joseph Cerrito, mafioso italiano (n. 1911)
- 8 settembre - Francesco Maugeri, ammiraglio italiano (n. 1898)
- 8 settembre - Jean Nicolas, calciatore francese (n. 1913)
- 8 settembre - Rinaldo Piazzalunga, calciatore italiano (n. 1899)
- 8 settembre - Osvaldo Savio, arbitro di calcio italiano (n. 1909)
- 8 settembre - Leopoldo Torre Nilsson, regista, produttore cinematografico e sceneggiatore argentino (n. 1924)
- 8 settembre - Pančo Vladigerov, compositore, insegnante e pianista bulgaro (n. 1899)
- 8 settembre - Ricardo Zamora, allenatore di calcio e calciatore spagnolo (n. 1901)
- 9 settembre - Eulogio Cantillo, generale cubano (n. 1911)
- 9 settembre - Marcel Lods, architetto e urbanista francese (n. 1891)
- 9 settembre - Hugh MacDiarmid, poeta scozzese (n. 1892)
- 9 settembre - Clifford McLaglen, attore britannico (n. 1892)
- 9 settembre - Jack L. Warner, produttore cinematografico canadese (n. 1892)
- 9 settembre - Mohamed Belhassan Wazzani, giornalista e politico marocchino (n. 1910)
- 11 settembre - Omar Browning, cestista e allenatore di pallacanestro statunitense (n. 1911)
- 11 settembre - Manlio Faggella, avvocato, filologo e traduttore italiano (n. 1894)
- 11 settembre - Valerian Gracias, cardinale e arcivescovo cattolico indiano (n. 1900)
- 11 settembre - Georgi Markov, scrittore bulgaro (n. 1929)
- 11 settembre - Kō Nakahira, regista giapponese (n. 1926)
- 11 settembre - Ronnie Peterson, pilota automobilistico svedese (n. 1944)
- 12 settembre - Frank Ferguson, attore statunitense (n. 1906)
- 12 settembre - Otto Eduard Hasse, attore tedesco (n. 1903)
- 12 settembre - Andreas Johansen, calciatore norvegese (n. 1901)
- 13 settembre - Pasquale Cappuccio, avvocato e politico italiano (n. 1934)
- 13 settembre - Mladen Ramljak, calciatore jugoslavo (n. 1945)
- 13 settembre - Adriano Tournon, ingegnere, imprenditore e politico italiano (n. 1883)
- 14 settembre - Aldo Bruscaglioni, latinista e grecista italiano (n. 1902)
- 14 settembre - Jone Morino, attrice italiana (n. 1896)
- 15 settembre - Willy Messerschmitt, progettista, imprenditore e ingegnere tedesco (n. 1898)
- 15 settembre - Edmund Crispin, scrittore e compositore britannico (n. 1921)
- 16 settembre - Bill Foster, giocatore di baseball statunitense (n. 1904)
- 16 settembre - Väinö Kajander, lottatore finlandese (n. 1893)
- 16 settembre - Semën Krivošein, generale sovietico (n. 1899)
- 16 settembre - Barna Occhini, scrittore, storico dell'arte e giornalista italiano (n. 1905)
- 17 settembre - Jack Simmons, giocatore di football americano statunitense (n. 1924)
- 17 settembre - Waltencir, calciatore brasiliano (n. 1946)
- 18 settembre - Maro Ajemian, pianista statunitense (n. 1912)
- 18 settembre - John Crammond, skeletonista britannico (n. 1906)
- 18 settembre - Håkon Johannessen, calciatore norvegese (n. 1912)
- 18 settembre - Guido Leoni, liutaio italiano (n. 1902)
- 18 settembre - Henri Roessler, calciatore francese (n. 1910)
- 18 settembre - Osvaldo Salamina, calciatore italiano (n. 1897)
- 18 settembre - Ann Shoemaker, attrice statunitense (n. 1891)
- 19 settembre - Étienne Gilson, filosofo e storico della filosofia francese (n. 1884)
- 19 settembre - Jesús Glaría Jordán, calciatore spagnolo (n. 1942)
- 19 settembre - Dante Valentino, allenatore di calcio e calciatore italiano (n. 1905)
- 21 settembre - Petronella van Randwijk, ginnasta olandese (n. 1905)
- 22 settembre - Lina Carstens, attrice e doppiatrice tedesca (n. 1892)
- 22 settembre - Richard Greenberg, pallanuotista statunitense (n. 1902)
- 22 settembre - Jean Guéhenno, letterato e critico letterario francese (n. 1890)
- 22 settembre - Jack Shaindlin, musicista, compositore e direttore d'orchestra russo (n. 1909)
- 23 settembre - Luigi Filippo Benedettini, militare e politico italiano (n. 1898)
- 23 settembre - Charles James, stilista britannico (n. 1906)
- 23 settembre - Gary Chapman, nuotatore australiano (n. 1937)
- 24 settembre - Jay Adler, attore statunitense (n. 1896)
- 24 settembre - Paul-Jacques Bonzon, scrittore francese (n. 1908)
- 24 settembre - Roberto De Robertis, pittore italiano (n. 1910)
- 24 settembre - Ruth Etting, cantante e attrice statunitense (n. 1896)
- 24 settembre - Hasso von Manteuffel, generale e politico tedesco (n. 1897)
- 25 settembre - Luigi Allemandi, dirigente sportivo, allenatore di calcio e calciatore italiano (n. 1903)
- 26 settembre - Jan Parandowski, scrittore e docente polacco (n. 1895)
- 26 settembre - Palmiro Luigi Pastorelli, calciatore italiano (n. 1898)
- 26 settembre - Manne Siegbahn, fisico svedese (n. 1886)
- 27 settembre - Giuseppe Gracceva, partigiano e politico italiano (n. 1906)
- 28 settembre - Kurt Brasack, generale tedesco (n. 1892)
- 28 settembre - Papa Giovanni Paolo I, papa, vescovo cattolico e cardinale italiano (n. 1912)
- 28 settembre - Neil Johnston, cestista e allenatore di pallacanestro statunitense (n. 1929)
- 29 settembre - Giuseppe Arcaini, politico italiano (n. 1901)
- 30 settembre - Edgar Bergen, attore e conduttore radiofonico statunitense (n. 1903)